# Diamant Yaoundé
El Diamant Yaoundé es un equipo de fútbol de Camerún que juega en la Tercera División de Camerún, la tercera liga de fútbol más importante del país.

## Historia
Fue fundado en el año 1953 en la capital Yaundé y es uno de los equipos fundadores de la Primera División de Camerún en 1961 como país independiente, ganando el título de liga en 1 ocasión en 1966 y no juegan en la máxima categoría desde 1992. Se han mantenido a la sombra de los 2 equipos más importantes de Yaundé: el Canon Yaoundé y el Tonerre Yaoundé. También han sido protagonistas en el torneo de copa, el cual han ganado en 3 ocasiones en 7 finales jugadas.
A nivel internacional han participado en 3 torneos continentales, donde su mejor participación ha sido en la Recopa Africana 1988, en la que fueron eliminados en las semifinales por el CA Bizertin de Túnez, quien terminaría siendo el campeón del torneo.

## Palmarés
- Primera División de Camerún: 1

1966
- Copa de Camerún: 3

1964, 1971, 1972
- - Finalista: 4

1973, 1987, 1989, 1992

## Participación en competiciones de la CAF
| Temporada | Torneo                            | Ronda            | Club             | Casa | Visita | Global      |
| --------- | --------------------------------- | ---------------- | ---------------- | ---- | ------ | ----------- |
| 1967      | Copa Africana de Clubes Campeones | 1                | Al-Ittihad       |      |        | w.o.1       |
| 1988      | Recopa Africana                   | 1                | Atlético Malabo  | 5-0  | 1-3    | 6-3         |
| 1988      | Recopa Africana                   | 2                | ASC Jeanne d'Arc | 2-1  | 2-1    | 4-2         |
| 1988      | Recopa Africana                   | Cuartos de final | AFC Leopards     | 1-0  | 0-1    | 1-1 (5-3 p) |
| 1988      | Recopa Africana                   | Semifinales      | CA Bizertin      | 1-0  | 0-3    | 1-3         |
| 1992      | Copa CAF                          | 1                | Ascot FC         | 2-0  | 1-1    | 3-1         |
| 1992      | Copa CAF                          | 2                | Mbongo Sports    | 1-1  | 0-0    | 1-1 (a)     |

1- Diamant Yaoundé abandonó el torneo.

## Jugadores

### Jugadores destacados
| - Salomon Olembe - André Kana-Biyik | - Charles Léa - Emile Mbouh | - Jean-Jacques Misse-Misse - Jacques Cedric Meyong Ndo - Oyié Flavié |